# Juatuba
Juatuba é um município brasileiro do estado de Minas Gerais, pertencente à Região Metropolitana de Belo Horizonte (RMBH). Juatuba destaca-se principalmente por sua vocação industrial. Um dos maiores destaques é a presença da fábrica da Ambev, uma das maiores empresas de bebidas do mundo, responsável pela produção de diversas marcas de cerveja. A instalação da fábrica da Ambev trouxe desenvolvimento econômico significativo para o município, gerando empregos e atraindo investimentos .
Do ponto de vista econômico, Juatuba destaca-se por sua diversidade industrial, especialmente nas áreas de metalurgia e alimentos, contribuindo para o PIB per capita de cerca de R$ 51.653,48. Nos últimos anos, o setor de turismo também tem mostrado sinais de desenvolvimento, com atividades voltadas ao ecoturismo e esportes ao ar livre, como o CBL Wake Park, uma atração popular para esportes aquáticos.
Além disso, a cidade é conhecida por sua qualidade de vida, com baixo custo de vida e boas opções de lazer para quem busca tranquilidade e proximidade com a natureza.

## Toponímia
O nome do município, antes conhecido como Varginha, tem origem indígena, foi adotado em 1911 e significa, 'Sítio dos Juás' devido à abundancia no local deste fruto.
Observação: Antigos moradores do município relatam que o nome Juatuba se originou de duas plantas que eram abundantes na região, uma delas seria o Juá (como mencionado no texto acima) e a outra seria o Jatobá. Daí, fez-se a fusão das duas palavras Juá + Jatobá o que originou o nome do município. Tem ainda a teoria que diz que Juá é o nome da fruta mas tuba significa abundância (em algum dialeto indígena), fazendo menção à quantidade da fruta presente na região.[carece de fontes?]

## História
O povoado de Juatuba iniciou-se em torno da estação ferroviária da antiga Rede Mineira de Viação. Este primeiro registro de habitação da região vincula-se ao ciclo do ouro, sendo a Serra de Santo Antônio ou a Serra de Santa Cruz, pontos de penetração das bandeiras precedentes de Ouro Preto e Mariana. Os bandeirantes, Fernão Dias Pais, Mateus Martins Leme, Borba Gato e outros, vindos dessas cidades em busca do ouro, enfrentaram as dificuldades de atravessar o Rio Paraopeba e fundaram os povoados de Mateus Leme e Esmeraldas.
O primeiro prefeito foi eleito em 1 de janeiro de 1993.
Data de Emancipação: 27/04/1992.
Desmembrado do Município de Mateus Leme.

## Geografia
O município localiza-se na Região Metropolitana de Belo Horizonte, a 39 km da capital mineira.

### População
Sua população recenseada pelo IBGE em 2022 era de 30 716 habitantes.
O povoamento de se desenvolveu em torno da estação ferroviária da antiga Rede Mineira de Viação. O nome de origem indígena – ayú-á, a fruta colhida do espinho e tuba, o sítio dos juás ou lugar onde abundam juás – foi adotado a partir de 1911. A Lei nº 336, de 27 de dezembro de 1948 elevou o povoado a distrito, então pertencente ao Município de Mateus Leme. Pela Lei nº 10.704, de 27 de abril de 1992 foram emancipados trinta e três distritos de Minas Gerais e, entre eles, estava o de Juatuba.

### Hidrografia
Juatuba localiza-se na bacia do rio Paraopeba, que está contida na região hidrográfica do Rio São Francisco. O Ribeirão Serra Azul, afluente da margem esquerda do rio Paraopeba, é represado no município para abastecimento de água na Região Metropolitana de Belo Horizonte. A represa é controlada pela Companhia de Saneamento de Minas Gerais (COPASA) e denomina-se Sistema Serra Azul, que é parte  integrante  do  Sistema  Integrado  do  Paraopeba. Nesse sistema  as  populações  são  atendidas  conjuntamente  pelos  sistemas  de  abastecimento  do  rio Manso, Serra Azul e Vargem das Flores.